# Doas
doas (“dedicated openbsd application subexecutor”) це програма для виконання команд від імені іншого користувача. Системний адміністратор може налаштувати його, щоб надавати певним користувачам привілеї для виконання вказаних команд. Це безкоштовно та з відкритим кодом ліцензія ISC  і доступно в Unix або UNIX-подібна операційна система.
doas був розроблений Тедом Унангстом для OpenBSD як простіша і безпечніша заміна sudo. Сам Унангст мав проблеми з конфігурацією «sudo» за замовчуванням, що було його мотивацією для розробки doas.

## Конфігурація
Визначення привілеїв має бути записано в конфігураційному файлі, /etc/doas.conf.  Синтаксис, використаний у файлі конфігурації, натхненний файлом конфігурації Packet Filter.

## Приклади
Дозволити user1 виконувати procmap як root без пароля:
```
permit nopass user1 as root cmd /usr/sbin/procmap
```

Дозволити членам wheel group виконувати будь-яку команду від імені root:
```
permit :wheel as root
```

Простіша версія (працює, лише якщо користувачем за замовчуванням є root (після інсталяції)):
```
permit :wheel
```

Щоб дозволити членам групи wheels виконувати будь-яку команду (за замовчуванням від імені root) І пам’ятати, що вони ввели пароль:
```
permit persist :wheel
```